# A Woman's Loyalty
A Woman's Loyalty è un cortometraggio muto del 1914 diretto da Howell Hansel.

## Produzione
Il film fu prodotto dalla Thanhouser Film Corporation.

## Distribuzione
Distribuito dalla Mutual Film, il film uscì nelle sale cinematografiche USA il 5 maggio 1914.